# Calvert City (Kentucky)
Calvert City es una ciudad ubicada en el condado de Marshall en el estado estadounidense de Kentucky. En el Censo de 2010 tenía una población de 2566 habitantes y una densidad poblacional de 59,49 personas por km².

## Geografía
Calvert City se encuentra ubicada en las coordenadas 37°0′40″N 88°20′14″O / 37.01111, -88.33722. Según la Oficina del Censo de los Estados Unidos, Calvert City tiene una superficie total de 43.13 km², de la cual 41.74 km² corresponden a tierra firme y (3.22%) 1.39 km² es agua.

## Demografía
Según el censo de 2010, había 2566 personas residiendo en Calvert City. La densidad de población era de 59,49 hab./km². De los 2566 habitantes, Calvert City estaba compuesto por el 98.13% blancos, el 0.12% eran afroamericanos, el 0.31% eran amerindios, el 0.39% eran asiáticos, el 0% eran isleños del Pacífico, el 0.08% eran de otras razas y el 0.97% pertenecían a dos o más razas. Del total de la población el 0.82% eran hispanos o latinos de cualquier raza.